# IJ (Paesi Bassi)
L'IJ (pronunciato [ɛi̯], "èi") è un lago, già precedentemente una baia, nell'Olanda Settentrionale, provincia dei Paesi Bassi. È noto per essere il lungomare di Amsterdam. A volte viene erroneamente considerato un fiume. Gli olandesi lo chiamano semplicemente IJ, una parola olandese che significava "acqua" caduta in disuso e che deriva dalla parola frisone occidentale ie (piccolo fiume), a sua volta dal germanico *ahwō (acqua), da cui derivano le particelle olandesi Aa/Ee, usate per i nomi di corsi d'acqua. In olandese, il nome è costituito dal digramma IJ, che si comporta come una singola lettera; pertanto entrambe le lettere sono maiuscole.

## Geografia

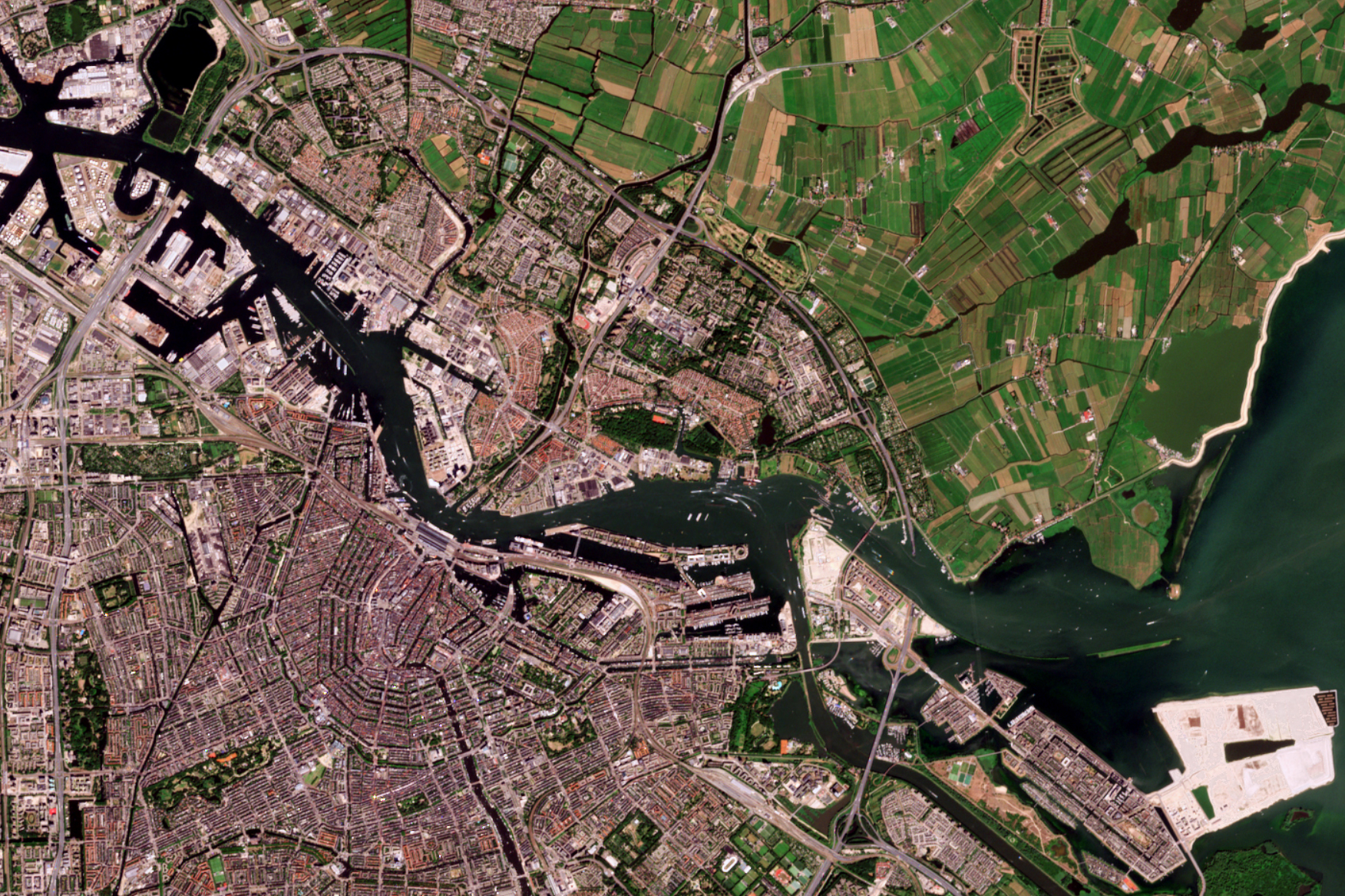
IJ, Amsterdam, 2020

Oggi, il lago IJ si articola in due parti: il Binnen-IJ (IJ interno) o Afgesloten-IJ (IJ chiuso), e il Buiten-IJ (IJ esterno). Questi due laghi sono separati da una serie di dighe e sbarramenti.
A ovest, il Binnen-IJ è direttamente collegato al mare del Nord grazie al canale del Mare del Nord, che sfocia nel mare dove oggi vi è il porto di IJmuiden.
A est, il Buiten-IJ è un'estensione del IJmeer e del Markermeer.

## Storia

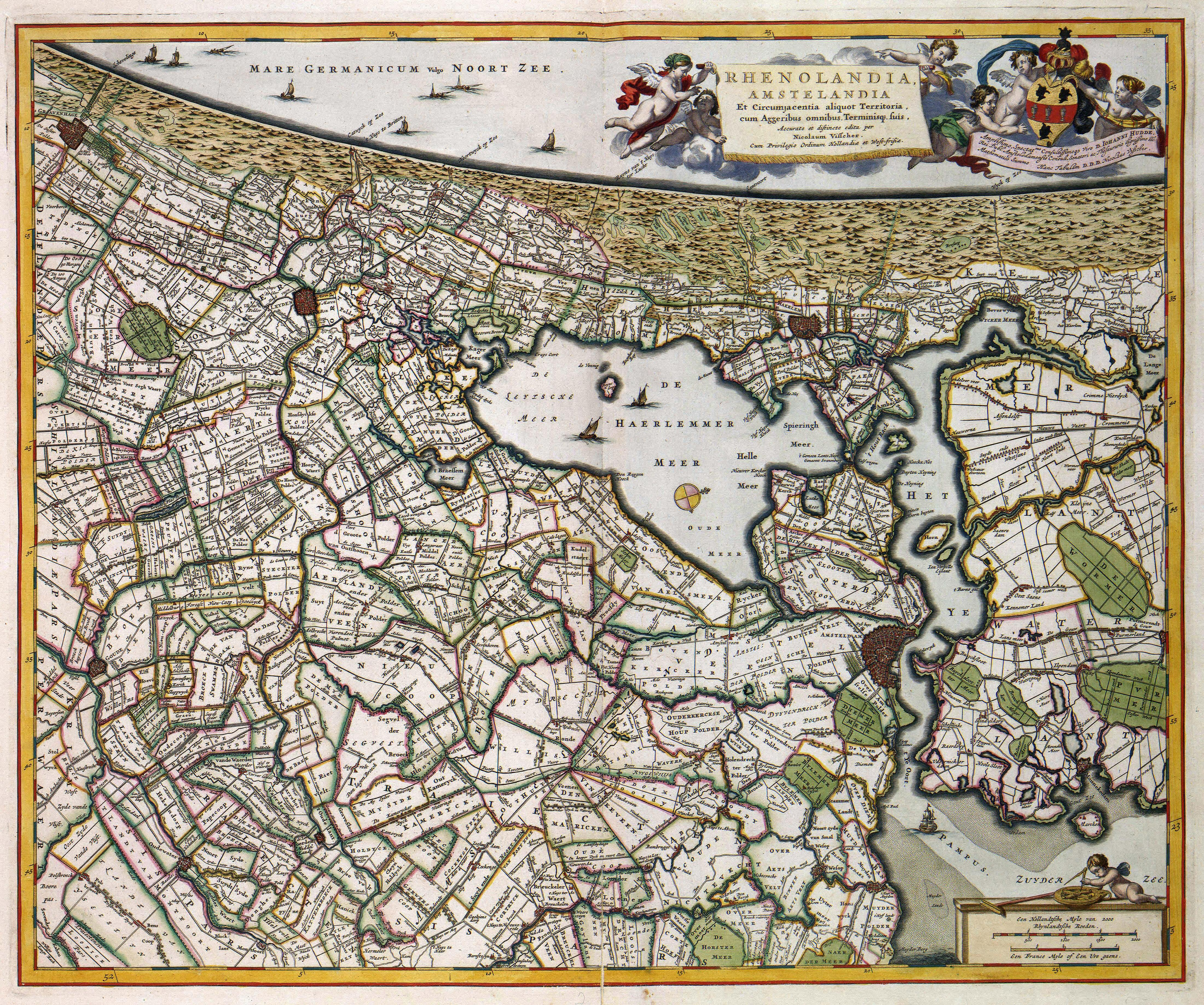
L'IJ nel 1681.

Ci sono diverse ipotesi sulle origini dell'IJ. Forse nacque a seguito di un'inondazione proveniente dalle dune di Castricum. Molto probabilmente, l'IJ è un residuo di un braccio settentrionale del delta del Reno. Oppure potrebbe essere la parte rimanente dell'antico lago Almere o del lago Flevo. Durante il periodo romano l'IJ comunicava da un lato con il Flevo e con il fiume Vecht di Utrecht e dall'altro lato con il mare del Nord. Mentre il collegamento con il mare del Nord scomparve, nel Medioevo l'IJ si ampliò. Ciò fu dovuto alla comparsa del Zuiderzee, una baia del Mare del Nord che ebbe origine da una serie di tempeste.
Alla fine del Medioevo, l'IJ era una lunga, stretta e salmastra baia che era collegata al Zuiderzee e si estendeva da Amsterdam fino a est di Velsen. Alla sua estremità occidentale, solo una duna naturale impedì che l'IJ inondasse tutta la costa settentrionale olandese. Il lago crebbe sempre di più, divenendo sempre più grande con il passare dei secoli, facendo diventare l'Olanda settentrionale quasi un'isola. Nel XVII secolo, tuttavia, l'accesso all'IJ divenne difficile a causa dei banchi di sabbia che si formavano dove la baia incontrava il mare, e alle navi era quasi impossibile raggiungere la città. Nello stesso tempo, la baia inondava i terreni agricoli circostanti, raggiungendo quasi la città di Haarlem e il suo lago (dove è situata oggi la città di Haarlemmermeer).

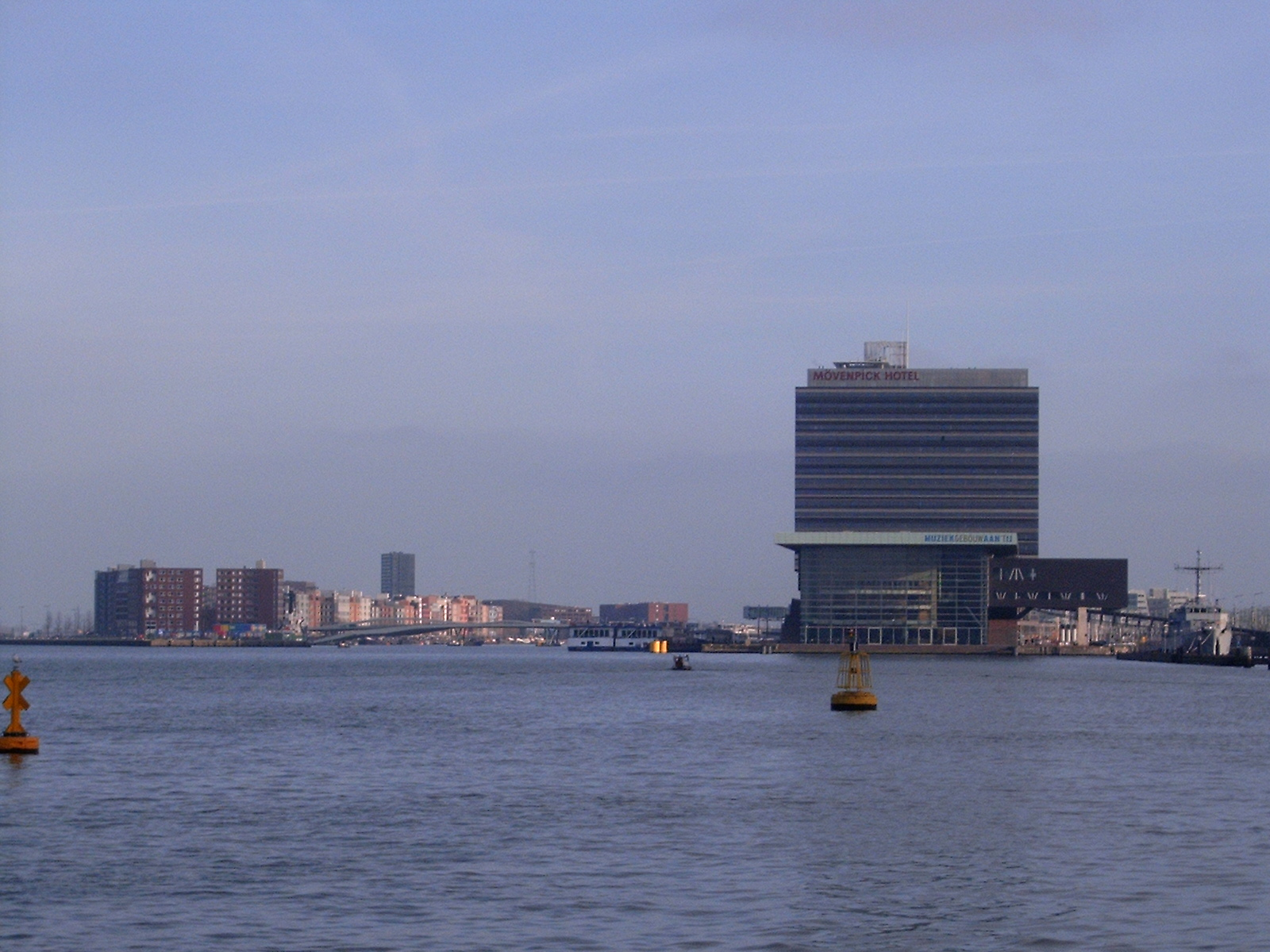
Il nuovo porto di Amsterdam.

Il governo olandese decise quindi di trasformare in polder il lago di Haarlem e l'intero IJ. Il lago di Haarlem fu prosciugato nel 1852, e la maggior parte dell'IJ seguì la sorte del primo: prosciugato tra il 1865 e il 1876. Del lago rimase soltanto un piccolo bacino d'acqua vicino ad Amsterdam, che fu diviso dal Zuiderzee dalle dighe Oranje. Nello stesso periodo fu costruito il canale del mare del Nord nell'ex bacino dell'IJ, in grado di collegare Amsterdam al mare e rianimare il suo porto, in grandi difficoltà. Fu costruita un altro porto vicino alla città di Velsen, chiamata IJmuiden (bocca dell'IJ). L'estremità orientale dei polder dell'IJ, cioè la parte vicino a Amsterdam, è stata dedicata all'industria, e lì è stata costruita una nuova vasta area portuale.
Il Buiten-IJ ospitò alcune gare dei Giochi Olimpici estivi del 1928 della vicina Amsterdam. Ospitò inoltre due gare dei Giochi Olimpici estivi del 1920, ospitati ad Anversa.